# Стікон (будівельна компанія)
Будівельна компанія «Стікон» — українська будівельна компанія, створена 1967 року. Офіс і основне місце ведення робіт — Одеса. Директор — Леонід Якович Крючков — лауреат Державної премії України в галузі архітектури, заслужений будівельник України, почесний громадянин Одеси.

## Історія
Компанію було створено 1967 року як Одеське ремонтно-будівельне управління № 7 (РСУ № 7), що займалося капітальним ремонтом і будівництвом на заводах Міністерства машинобудування для легкої, харчової промисловості і побутових приладів. Підприємство було одним із найбільших будівельних організацій Одещини.
Входить до реєстру великих платників податків від моменту заснування Одеського управління Офісу великих платників податків Державної податкової служби України.
2008 року введено систему управління якістю ISO 9001-20009.

## Види діяльності
Основною діяльністю є забудова і продаж житлової нерухомості.
Загальна кількість зведених об'єктів — понад 120, загальною площею близько 5 млн. м2, з них житлових комплексів та будинків — 79, 3 млн м2. 90 % житлової нерухомості — це висотні будівлі.
1993 року в компанії розробили систему будівництва житла за рахунок залучення коштів фізичних осіб, так було побудовано будинок на вулиці Рекордній в Одесі.
Компанія отримала патент на метод вдавлювання паль (№ 10441А «Пристрій для занурення паль в ґрунт» зареєстрований в Держ. Реєстрі патентів України 25.12.1996). Метод дозволяє вдавлювати палі у фундамент майбутньої будівлі, не піддаючи вібрацій прилеглі будівлі і не доставляючи їх мешканцям дискомфорту. При будівництві готелю Одеса в одеському морському торговельному порту підприємство вдавлювало палі на глибину до 30 метрів.
2006 року компанія закінчила будівництво першого висотного житлового будинку Одеси в 24 поверхи. ЖК «Хмарочос», житловий будинок на пр. Шевченка 12/2. Це перший будинок в Одесі такої поверховості.

## Об'єкти[4]
1. Спасо-Преображенський кафедральний Собор (УПЦ МП). 1999—2010 компанія проводила роботи з відтворення Спасо-Преображенського кафедрального Собору на Соборній площі, від розкопок до передачі готового об'єкта Одеській єпархії УПЦ МП[12][4]
2. Одеський академічний театр опери та балету. Роботи тривали з 1996 по 2007[5].
3. Воронцовський маяк[5][13]
4. «Тещин» міст[14]
5. Загальноосвітня Церковно-Приходська школа[15]
6. Свято-Успенський чоловічий монастир, що належдить УПЦ МП[12]
7. Стадіон ОДАБА (Одеська Державна Академія Будівництва та Архітектури) на вул. Пішонівській[16]

## Благодійність
Спільно з Одеською обласною державною адміністрацією підприємство побудувало та ввело в експлуатацію притулок для безпритульних дітей по вулиці Василя Стуса.
Також здійснює благодійну допомогу організаціям охорони здоров'я та освіти, військовим частинам, людям з інвалідністю та пенсіонерам.

## Рейтинги та нагороди
Почесна грамота Кабінету Міністрів України (2007 — за вагомі трудові заслуги, значний внесок у будівництво житла, цивільних та промислових об'єктів, підвищення ефективності будівельного виробництва на основі передових сучасних будівельних технологій, плідну благодійну діяльність).
У лютому 2021 року увійшла до ТОП-10 Рейтингу надійності забудовників України, складеному всеукраїнським журналом «Гроші».